# Ośrodek Radioterapii w Kaliszu
Ośrodek Radioterapii w Kaliszu – filia Wielkopolskiego Centrum Onkologii przy ul. Kaszubskiej w Kaliszu, otwarty w listopadzie 2014 roku; pierwsze naświetlania pacjentów, ze względu na brak specjalistycznej aparatury medycznej do radioterapii, uruchomiono 25 stycznia 2016 roku. Pierwszym kierownikiem placówki, w latach 2014–2019, był Jan Karolak. Obecnie ośrodkiem zarządza dr hab. n. med. Dariusz Kowalczyk. Według danych z 2024 roku Ośrodek Radioterapii w Kaliszu rocznie przyjmuje około tysiąca pacjentów.   
Koszt budowy Ośrodka Radioterapii w Kaliszu w większości pozyskano ze środków województwa wielkopolskiego. Budynek połączony jest bezpośrednio z Oddziałem Onkologii Klinicznej Wojewódzkiego Szpitala Zespolonego im. Ludwika Perzyny w Kaliszu, na Chmielniku, w kompleksie budynków szpitala przy ul. Toruńskiej.